# Spol
Spol u biologiji predstavlja ukupnost fizioloških i psiholoških obilježja po kojima se razlikuju mužjak i ženka, odnosno kod ljudi dječak i muškarac od djevojčice i žene. Ista riječ označava pripadnost jedinke jednom od spolova. Treće značenje termina obuhvaća muškarce ili žene kao kolektivitet u izrazima ženski spol i muški spol.
Jedinke mnogih živih vrsta - uključujući osobito [životinje] - specijalizirane su kao ženske ili muške - tj. u dva spola. Ova je specijalizacija bitan element reprodukcije svih tih živih vrsta: prilikom spolnog općenja razmjenjuje se i miješa genetski materijal ženskih i muških jedinki te se događa oplodnja u kojoj nastaju nove jedinke iste vrste; one sadržavaju gensko nasljeđe svojih predaka i prenose ga dalje na potomstvo.
U pravilu se jedinke muškog i ženskog spola osim po spolnim organima razlikuju i po drugim fiziološkim karakteristikama.